# Handball League Playoffs
Die Handball League Playoffs sind die Playoffs der Handball League der höchste Spielklasse im Schweizer Handball.

## Bemerkung
Die Zahlen gelten nur für die Playoffs. Die Vereine haben teilweise mehr Titel aus den Jahren ohne Playoffs.
Die Nummer vor dem Logo entspricht die Setzung für die Playoffs.

## Endspiele
| Jahr                                  |                                          | Finale                                      | Finale                                   | Finale | | Spiel um Platz 3 | Spiel um Platz 3 | Spiel um Platz 3 |                                          | Mannschaften                             |
| Jahr                                  | Meister                                  |                                             | Zweiter                                  | Dritter | | Vierter | | |                                          | Mannschaften                             |
| ------------------------------------- | ---------------------------------------- | ------------------------------------------- | ---------------------------------------- | --- | --- | --- | --- | --- | ---------------------------------------- | ---------------------------------------- |
| 1995                                  |                                          | #2 Pfadi Winterthur (1)                     | 2:0 (28:23) (26:25 n. V.)                | #1 BSV Borba Luzern | | Kein Spiel um Platz 3, die Halbfinalisten: #4 ZMC Amicitia Zürich (Gegen Borba) #3 Kadetten Schaffhausen (Gegen Pfadi)         | Kein Spiel um Platz 3, die Halbfinalisten: #4 ZMC Amicitia Zürich (Gegen Borba) #3 Kadetten Schaffhausen (Gegen Pfadi) | Kein Spiel um Platz 3, die Halbfinalisten: #4 ZMC Amicitia Zürich (Gegen Borba) #3 Kadetten Schaffhausen (Gegen Pfadi) |                                          | 4                                        |
| 1996                                  | #1 Pfadi Winterthur (2)                  | 2:0 (29:18) (30:21)                         | #4 ZMC Amicitia Zürich                   | Kein Spiel um Platz 3, die Halbfinalisten: #3 TSV St. Otmar St. Gallen (Gegen Pfadi) #2 Kadetten Schaffhausen (Gegen Amicitia) | Kein Spiel um Platz 3, die Halbfinalisten: #3 TSV St. Otmar St. Gallen (Gegen Pfadi) #2 Kadetten Schaffhausen (Gegen Amicitia) | Kein Spiel um Platz 3, die Halbfinalisten: #3 TSV St. Otmar St. Gallen (Gegen Pfadi) #2 Kadetten Schaffhausen (Gegen Amicitia) | 4 | |                                          |                                          |
| 1997                                  | #1 Pfadi Winterthur (3)                  | 2:0 (29:20) (32:30)                         | #2 TSV St. Otmar St. Gallen              | Kein Spiel um Platz 3, die Halbfinalisten: #3 ZMC Amicitia Zürich (Gegen Otmar) #4 Kadetten Schaffhausen (Gegen Pfadi)         | Kein Spiel um Platz 3, die Halbfinalisten: #3 ZMC Amicitia Zürich (Gegen Otmar) #4 Kadetten Schaffhausen (Gegen Pfadi)         | Kein Spiel um Platz 3, die Halbfinalisten: #3 ZMC Amicitia Zürich (Gegen Otmar) #4 Kadetten Schaffhausen (Gegen Pfadi)         | 4 | |                                          |                                          |
| 1998                                  | #1 Pfadi Winterthur (4)                  | 2:0 (31:25) (29:28)                         | #3 TV Suhr                               | Kein Spiel um Platz 3, die Halbfinalisten: #4 TSV St. Otmar St. Gallen (Gegen Pfadi) #2 Wacker Thun (Gegen Suhr)               | Kein Spiel um Platz 3, die Halbfinalisten: #4 TSV St. Otmar St. Gallen (Gegen Pfadi) #2 Wacker Thun (Gegen Suhr)               | Kein Spiel um Platz 3, die Halbfinalisten: #4 TSV St. Otmar St. Gallen (Gegen Pfadi) #2 Wacker Thun (Gegen Suhr)               | 4 | |                                          |                                          |
| 1999                                  | #2 TV Suhr (1)                           | 2:1 (20:21) (29:23) (19:18)                 | #1 TSV St. Otmar St. Gallen              | Kein Spiel um Platz 3, die Halbfinalisten: #3 Kadetten Schaffhausen (Gegen Suhr) #4 Pfadi Winterthur (Gegen Otmar)             | Kein Spiel um Platz 3, die Halbfinalisten: #3 Kadetten Schaffhausen (Gegen Suhr) #4 Pfadi Winterthur (Gegen Otmar)             | Kein Spiel um Platz 3, die Halbfinalisten: #3 Kadetten Schaffhausen (Gegen Suhr) #4 Pfadi Winterthur (Gegen Otmar)             | 4 | |                                          |                                          |
| 2000                                  | #2 TV Suhr (2)                           | 3:0 (27:24) (26:22) (27:25)                 | #4 Kadetten Schaffhausen                 | Kein Spiel um Platz 3, die Halbfinalisten: #1 Pfadi Winterthur (Gegen Suhr) #3 TSV St. Otmar St. Gallen (Gegen Kadetten)       | Kein Spiel um Platz 3, die Halbfinalisten: #1 Pfadi Winterthur (Gegen Suhr) #3 TSV St. Otmar St. Gallen (Gegen Kadetten)       | Kein Spiel um Platz 3, die Halbfinalisten: #1 Pfadi Winterthur (Gegen Suhr) #3 TSV St. Otmar St. Gallen (Gegen Kadetten)       | 4 | |                                          |                                          |
| 2001                                  | #2 TSV St. Otmar St. Gallen (1)          | 2:1 (27:26) (30:31) (29:22)                 | #1 Pfadi Winterthur                      | Kein Spiel um Platz 3, die Halbfinalisten: #4 TV Suhr (Gegen Pfadi) #3 Kadetten Schaffhausen (Gegen Otmar)                     | Kein Spiel um Platz 3, die Halbfinalisten: #4 TV Suhr (Gegen Pfadi) #3 Kadetten Schaffhausen (Gegen Otmar)                     | Kein Spiel um Platz 3, die Halbfinalisten: #4 TV Suhr (Gegen Pfadi) #3 Kadetten Schaffhausen (Gegen Otmar)                     | 4 | |                                          |                                          |
| 2002                                  | #1 Pfadi Winterthur (5)                  | 3:1 (27:31) (33:30) (29:24) (33:24)         | #3 Grasshopper Club Zürich               | Kein Spiel um Platz 3, die Halbfinalisten: #4 Wacker Thun (Gegen Pfadi) #2 TSV St. Otmar St. Gallen (Gegen Grasshopper)        | Kein Spiel um Platz 3, die Halbfinalisten: #4 Wacker Thun (Gegen Pfadi) #2 TSV St. Otmar St. Gallen (Gegen Grasshopper)        | Kein Spiel um Platz 3, die Halbfinalisten: #4 Wacker Thun (Gegen Pfadi) #2 TSV St. Otmar St. Gallen (Gegen Grasshopper)        | 4 | |                                          |                                          |
| 2003                                  | #2 Pfadi Winterthur (6)                  | 2:1 (24:29) (26:24) (34:29)                 | #1 Wacker Thun                           | Kein Spiel um Platz 3, die Halbfinalisten: #3 Kadetten Schaffhausen (Gegen Pfadi) #4 TSV St. Otmar St. Gallen (Gegen Wacker)   | Kein Spiel um Platz 3, die Halbfinalisten: #3 Kadetten Schaffhausen (Gegen Pfadi) #4 TSV St. Otmar St. Gallen (Gegen Wacker)   | Kein Spiel um Platz 3, die Halbfinalisten: #3 Kadetten Schaffhausen (Gegen Pfadi) #4 TSV St. Otmar St. Gallen (Gegen Wacker)   | 4 | |                                          |                                          |
| 2004                                  | #3 Pfadi Winterthur (7)                  | 2:0 (29:25) (29:26)                         | #4 Grasshopper Club Zürich               | Kein Spiel um Platz 3, die Halbfinalisten: #2 Kadetten Schaffhausen (Gegen Pfadi) #1 Wacker Thun (Gegen Grasshopper)           | Kein Spiel um Platz 3, die Halbfinalisten: #2 Kadetten Schaffhausen (Gegen Pfadi) #1 Wacker Thun (Gegen Grasshopper)           | Kein Spiel um Platz 3, die Halbfinalisten: #2 Kadetten Schaffhausen (Gegen Pfadi) #1 Wacker Thun (Gegen Grasshopper)           | 4 | |                                          |                                          |
| 2005                                  | #1 Kadetten Schaffhausen (1)             | 3:1 (30:29) (22:26) (26:20) (34:32 n. V.)   | #3 Grasshopper Club Zürich               | #4 Wacker Thun | 2:0 (35:30) (38:35) | #2 BSV Bern | 8 | |                                          |                                          |
| 2006                                  | #2 Kadetten Schaffhausen (2)             | 3:1 (24:22) (20:28) (33:27) (29:21)         | #1 Grasshopper Club Zürich               | #3 Wacker Thun | 61:56 (29:35) (32:21) | #4 TSV St. Otmar St. Gallen | 4 | |                                          |                                          |
| 2007                                  | #2 Kadetten Schaffhausen (3)             | 3:1 (30:33) (25:24) (26:21) (22:20)         | #1 Grasshopper Club Zürich               | #3 Wacker Thun | 70:58 (34:31) (36:27) | #4 Pfadi Winterthur | 4 | |                                          |                                          |
| Keine Playoffs zwischen 2008 und 2010 |                                          |                                             |                                          | | | | | |                                          |                                          |
| 2011                                  |                                          | #1 Kadetten Schaffhausen (4)                | 3:0 (33:25) (26:23) (29:25)              | #2 Pfadi Winterthur | | Kein Spiel um Platz 3 und Halbfinals                                                                                           | Kein Spiel um Platz 3 und Halbfinals                                                                                   | Kein Spiel um Platz 3 und Halbfinals                                                                                   |                                          | 2                                        |
| 2012                                  | #1 Kadetten Schaffhausen (5)             | 3:1 (30:26) (29:34) (35:23) (31:28)         | #3 Wacker Thun                           | #2 Pfadi Winterthur | 2:0 (33:32) (28:22) | #4 BSV Bern Muri | 4 | |                                          |                                          |
| 2013                                  | #1 Wacker Thun (1)                       | 3:2 (24:28) (26:32) (37:31) (27:26) (35:27) | #2 Kadetten Schaffhausen                 | Kein Spiel um Platz 3, die Halbfinalisten: #4 TSV St. Otmar St. Gallen (Gegen Wacker) #3 Pfadi Winterthur (Gegen Kadetten)     | Kein Spiel um Platz 3, die Halbfinalisten: #4 TSV St. Otmar St. Gallen (Gegen Wacker) #3 Pfadi Winterthur (Gegen Kadetten)     | Kein Spiel um Platz 3, die Halbfinalisten: #4 TSV St. Otmar St. Gallen (Gegen Wacker) #3 Pfadi Winterthur (Gegen Kadetten)     | 4 | |                                          |                                          |
| 2014                                  | #2 Kadetten Schaffhausen (6)             | 3:0 (25:21) (27:26) (30:29)                 | #1 Pfadi Winterthur                      | Kein Spiel um Platz 3, die Halbfinalisten: #4 BSV Bern Muri (Gegen Pfadi) #3 HC Kriens-Luzern (Gegen Kadetten)                 | Kein Spiel um Platz 3, die Halbfinalisten: #4 BSV Bern Muri (Gegen Pfadi) #3 HC Kriens-Luzern (Gegen Kadetten)                 | Kein Spiel um Platz 3, die Halbfinalisten: #4 BSV Bern Muri (Gegen Pfadi) #3 HC Kriens-Luzern (Gegen Kadetten)                 | 4 | |                                          |                                          |
| 2015                                  | #3 Kadetten Schaffhausen (7)             | 3:0 (31:13) (26:25) (37:22)                 | #4 TSV St. Otmar St. Gallen              | Kein Spiel um Platz 3, die Halbfinalisten: #1 Pfadi Winterthur (Gegen Otmar) #2 Wacker Thun (Gegen Kadetten)                   | Kein Spiel um Platz 3, die Halbfinalisten: #1 Pfadi Winterthur (Gegen Otmar) #2 Wacker Thun (Gegen Kadetten)                   | Kein Spiel um Platz 3, die Halbfinalisten: #1 Pfadi Winterthur (Gegen Otmar) #2 Wacker Thun (Gegen Kadetten)                   | 4 | |                                          |                                          |
| 2016                                  | #1 Kadetten Schaffhausen (8)             | 3:2 (31:25) (23:24) (32:21) (24:25) (30:28) | #3 Wacker Thun                           | Kein Spiel um Platz 3, die Halbfinalisten: #4 TSV St. Otmar St. Gallen (Gegen Kadetten) #2 Pfadi Winterthur (Gegen Wacker)     | Kein Spiel um Platz 3, die Halbfinalisten: #4 TSV St. Otmar St. Gallen (Gegen Kadetten) #2 Pfadi Winterthur (Gegen Wacker)     | Kein Spiel um Platz 3, die Halbfinalisten: #4 TSV St. Otmar St. Gallen (Gegen Kadetten) #2 Pfadi Winterthur (Gegen Wacker)     | 4 | |                                          |                                          |
| 2017                                  | #1 Kadetten Schaffhausen (9)             | 3:0 (31:18) (30:26) (30:28)                 | #2 Pfadi Winterthur                      | Kein Spiel um Platz 3, die Halbfinalisten: #4 Wacker Thun (Gegen Kadetten) #3 HC Kriens-Luzern (Gegen Pfadi)                   | Kein Spiel um Platz 3, die Halbfinalisten: #4 Wacker Thun (Gegen Kadetten) #3 HC Kriens-Luzern (Gegen Pfadi)                   | Kein Spiel um Platz 3, die Halbfinalisten: #4 Wacker Thun (Gegen Kadetten) #3 HC Kriens-Luzern (Gegen Pfadi)                   | 4 | |                                          |                                          |
| 2018                                  | #1 Wacker Thun (2)                       | 3:1 (22:23) (24:23) (32:23) (24:23)         | #2 Pfadi Winterthur                      | Kein Spiel um Platz 3, die Halbfinalisten: #4 BSV Bern Muri (Gegen Wacker) #3 Kadetten Schaffhausen (Gegen Pfadi)              | Kein Spiel um Platz 3, die Halbfinalisten: #4 BSV Bern Muri (Gegen Wacker) #3 Kadetten Schaffhausen (Gegen Pfadi)              | Kein Spiel um Platz 3, die Halbfinalisten: #4 BSV Bern Muri (Gegen Wacker) #3 Kadetten Schaffhausen (Gegen Pfadi)              | 8 | |                                          |                                          |
| 2019                                  | #1 Kadetten Schaffhausen (10)            | 3:0 (31:29) (32:30) (35:26)                 | #2 Pfadi Winterthur                      | Kein Spiel um Platz 3, die Halbfinalisten: #4 BSV Bern (Gegen Kadetten) #6 Wacker Thun (Gegen Pfadi)                           | Kein Spiel um Platz 3, die Halbfinalisten: #4 BSV Bern (Gegen Kadetten) #6 Wacker Thun (Gegen Pfadi)                           | Kein Spiel um Platz 3, die Halbfinalisten: #4 BSV Bern (Gegen Kadetten) #6 Wacker Thun (Gegen Pfadi)                           | 8 | |                                          |                                          |
| 2020                                  | Keine Playoffs auf Grund des Coronavirus | Keine Playoffs auf Grund des Coronavirus    | Keine Playoffs auf Grund des Coronavirus | Keine Playoffs auf Grund des Coronavirus                                                                                       | Keine Playoffs auf Grund des Coronavirus                                                                                       | Keine Playoffs auf Grund des Coronavirus                                                                                       | Keine Playoffs auf Grund des Coronavirus                                                                               | Keine Playoffs auf Grund des Coronavirus                                                                               | Keine Playoffs auf Grund des Coronavirus | Keine Playoffs auf Grund des Coronavirus |
| 2021                                  |                                          | #1 Pfadi Winterthur (8)                     | 3:0 (28:25) (33:28) (25:23)              | #2 Kadetten Schaffhausen | | Kein Spiel um Platz 3, die Halbfinalisten: #4 HSC Suhr Aarau (Gegen Pfadi) #3 HC Kriens-Luzern (Gegen Kadetten)                | Kein Spiel um Platz 3, die Halbfinalisten: #4 HSC Suhr Aarau (Gegen Pfadi) #3 HC Kriens-Luzern (Gegen Kadetten)        | Kein Spiel um Platz 3, die Halbfinalisten: #4 HSC Suhr Aarau (Gegen Pfadi) #3 HC Kriens-Luzern (Gegen Kadetten)        |                                          | 8                                        |
| 2022                                  | #1 Kadetten Schaffhausen (11)            | 3:0 (30:19) (28:20) (25:23)                 | #2 Pfadi Winterthur                      | Kein Spiel um Platz 3, die Halbfinalisten: #5 GC Amicitia Zürich (Gegen Kadetten) #3 Wacker Thun (Gegen Pfadi)                 | Kein Spiel um Platz 3, die Halbfinalisten: #5 GC Amicitia Zürich (Gegen Kadetten) #3 Wacker Thun (Gegen Pfadi)                 | Kein Spiel um Platz 3, die Halbfinalisten: #5 GC Amicitia Zürich (Gegen Kadetten) #3 Wacker Thun (Gegen Pfadi)                 | 8 | |                                          |                                          |
| 2023                                  | #2 Kadetten Schaffhausen (12)            | 3:1 (31:27) (33:25) (49:50 n. S.) (32:28)   | #1 HC Kriens-Luzern                      | Kein Spiel um Platz 3, die Halbfinalisten: #3 Pfadi Winterthur (Gegen Kadetten) #5 BSV Bern (Gegen Kriens-Luzern)              | Kein Spiel um Platz 3, die Halbfinalisten: #3 Pfadi Winterthur (Gegen Kadetten) #5 BSV Bern (Gegen Kriens-Luzern)              | Kein Spiel um Platz 3, die Halbfinalisten: #3 Pfadi Winterthur (Gegen Kadetten) #5 BSV Bern (Gegen Kriens-Luzern)              | 8 | |                                          |                                          |
| 2024                                  |                                          |                                             |                                          | Kein Spiel um Platz 3, die Halbfinalisten:                                                                                     | Kein Spiel um Platz 3, die Halbfinalisten:                                                                                     | Kein Spiel um Platz 3, die Halbfinalisten:                                                                                     | 8 | |                                          |                                          |

Quelle: 

## Statistik

### Erfolgreichste Vereine

#### Platzierung nach Setzung
| Setzung | Meister | Zweiter | Halbfinale | Viertelfinale | Summe |
| ------- | ------- | ------- | ---------- | ------------- | ----- |
| 1       | 14      | 8       | 3          | 0             | 25    |
| 2       | 9       | 8       | 8          | 0             | 25    |
| 3       | 2       | 5       | 16         | 1             | 24    |
| 4       | 0       | 4       | 18         | 2             | 24    |
| 5       | 0       | 0       | 2          | 4             | 6     |
| 6       | 0       | 0       | 1          | 5             | 6     |
| 7       | 0       | 0       | 0          | 6             | 6     |
| 8       | 0       | 0       | 0          | 6             | 6     |
|         | 25      | 25      | 48         | 24            | 122   |